# Листок из блокнота (фильм)
«Листок из блокнота» — советский чёрно-белый художественный широкоэкранный фильм, снятый режиссёром Юлдашом Агзамовым на киностудии «Узбекфильм» в 1965 году. По мотивам повести Сарвара Азимова «Песня утренней зари».
Премьера состоялась 20 декабря 1965 года. Фильм посмотрели 14,2 млн зрителей.

## Сюжет
Камил Рустамов проходит через множество испытаний, но благодаря словам Ленина, которые он хранит на листке из блокнота, сохраняет верность партии и своему народу. Война приводит его к встрече с врагом Марданбеком, но несмотря на все трудности, Камил остаётся верным своим принципам и смог даже раскрыть правду об арестованном Марданбеке.

## В ролях
- Мухтар Ага-Мирзаев — Камиль Рустамов
- Галина Луковникова-Мамедова — Гюльчехра
- Гурген Тонунц — Марданбек
- Виктор Рождественский — Андрей Табаков
- Анатолий Фалькович — Фирсов

## Съёмочная группа
- Авторы сценария: Сарвар Азимов, Николай Рожков
- Режиссёр: Юлдаш Агзамов
- Операторы: Анвар Мукаррамов, Леонид Травицкий
- Художник-постановщик: Валентин Синиченко
- Композитор: Манас Левиев
- Звукооператор: Джамал Ахмедов

## Музыка
В фильме звучит музыка в исполнении Оркестра Главного управления Государственного комитета кинематографии, дирижёр Газиз Дугашев.

## Награды
- 1966 — Смотр-соревнование кинематографистов Средней Азии и Казахстана в Ашхабаде — Почётный диплом оператору Леониду Травицкому за удачный кинематографический дебют (фильмы «Одержимый» и «Листок из блокнота»)[2]